# Pampa (Texas)
Pampa é uma cidade localizada no estado norte-americano do Texas, no Condado de Gray.

## Demografia
Segundo o censo norte-americano de 2000, a sua população era de 17.887 habitantes.
Em 2006, foi estimada uma população de 17.089, um decréscimo de 798 (-4.5%).

## Geografia
De acordo com o United States Census Bureau tem uma área de
22,6 km², dos quais 22,6 km² cobertos por terra e 0,0 km² cobertos por água.

## Localidades na vizinhança
O diagrama seguinte representa as localidades num raio de 36 km ao redor de Pampa.